# Asterinales
Ordre
Les Asterinales sont un ordre de champignons ascomycètes de la classe des Dothideomycetes.

## Description
Cet ordre regroupe des champignons parasitant la surface des feuilles, qui ont un mycélium superficiel formant un réseau sur les plantes hôtes, des appressoria unicellulaires, avec une ouverture en forme d'étoile vers le thyriothécium.

## Taxinomie
Le nom correct complet (avec auteur) de ce taxon est Asterinales M.E. Barr ex D. Hawksw. & O.E. Erikss., 1986

### Liste des familles
Selon l'IRMNG (4 mars 2025) et Hongsanan et al. (2020) :
- Asterinaceae C.G. Hansford, 1946
- Asterotexaceae A.L. Firmino, O.L. Pereira & P.W. Crous, 2015
- Hemigraphaceae D.-Q. Dai & K.D. Hyde in Dai et al., 2018
- Lembosiaceae V.B. Hosagoudar, 2001
- Melaspileellaceae D.Q. Dai & K.D. Hyde in Dai et al., 2018
- Morenoinaceae S. Hongsanan & K.D. Hyde in Hongsanan et al., 2020
- Neobuelliellaceae S. Hongsanan & K.D. Hyde in Hongsanan et al., 2020
- Stictographaceae D.-Q. Dai & K.D. Hyde in Dai et al., 2018

Selon MycoBank (4 mars 2025) :
- Brunneofissuraceae Marasinghe, Hongsanan & K.D.Hyde, 2022
- Cylindrohyalosporaceae Tennakoon, C.H.Kuo, Hongsanan & K.D.Hyde, 2021
- Hemigraphaceae D.Q.Dai & K.D.Hyde, 2018
- Lembosiaceae Hosag., 2001
- Melaspileellaceae D.Q.Dai & K.D.Hyde, 2018
- Morenoinaceae Hongsanan & K.D. Hyde, 2020
- Neobuelliellaceae Hongsanan & K.D.Hyde, 2020
- Oblongohyalosporaceae Tennakoon, C.H. Kuo, Hongsanan & K.D.Hyde, 2021
- Stictographaceae D.Q.Dai & K.D.Hyde, 2018

Selon le Catalogue of Life (4 mars 2025) :
- Asterinaceae
- Aulographaceae
- Brunneofissuraceae
- Hemigraphaceae
- Melaspileellaceae
- Neobuelliellaceae
- Parmulariaceae

### Liste des genres non-classés
Selon Hongsanan et al. (2020) :
- Andamanomyces Hosag.
- Caribaeomyces Cif.
- Caudella Syd. & P.Syd.
- Discopycnothyrium Hongsanan & K.D.Hyde
- Hazslinszkya Körb.
- Inocyclus Theiss. & Syd.
- Melanographa Müll. Arg.
- Pirozynskiella S.Hughes
- Vishnumyces Hosag.

Selon MycoBank (4 mars 2025) :
- Gangamyces Hosag., 2012
- Melaspileopsis (Müll. Arg.) Ertz & Diederich, 2015

### Publication originale
- (en) Hawksworth, D.L.; Eriksson, O.E., « The names of accepted orders of Ascomycetes », Systema Ascomycetum, vol. 5,‎ 1986, p. 177